# Jean-François Boch

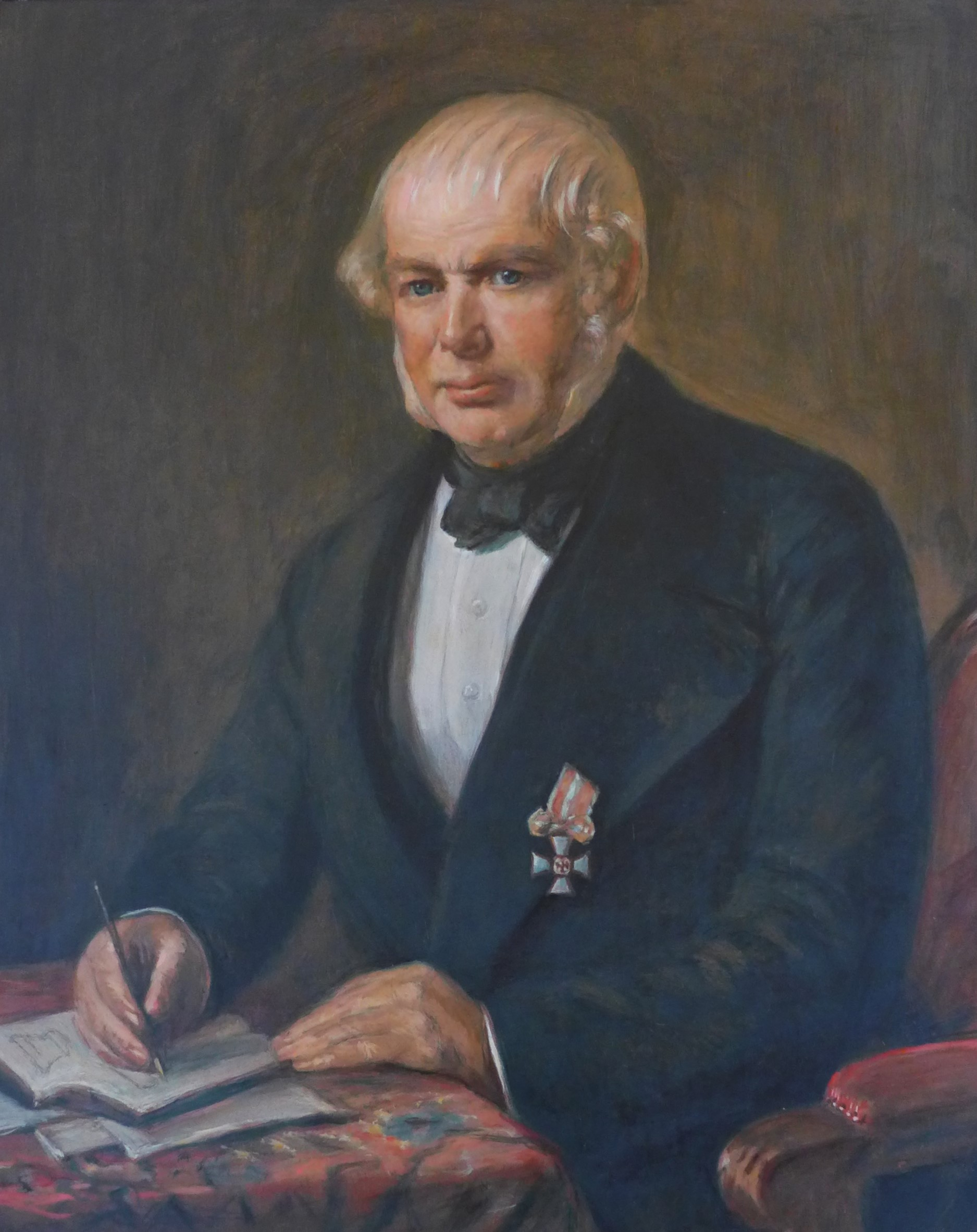
Jean-François Boch (1782–1858)

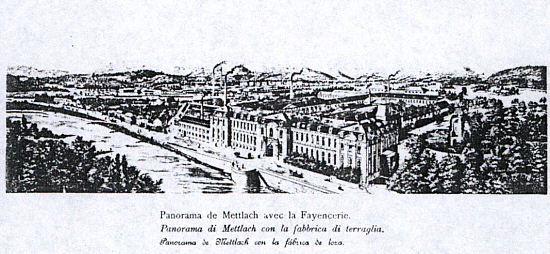
Firmensitz in Mettlach
(Zeitgenössischer Stich)

Jean-François (Johann Franz) Nikolaus Boch (* 9. März 1782 in Siebenbrunnen, Luxemburg; †   9. Februar 1858 ebenda) war ein luxemburgischer Gesellschafter in der dritten Generation und Leiter des Familienunternehmens „Jean-François Boch“ in Siebenbrunnen.

## Familie
Jean-François Boch war der Sohn des Unternehmers Pierre-Joseph Boch (1737–1818) und der Antoinette Nothomb (1752–1805).
Er heiratete 1806 Rosalie Buschmann (* 23. Januar 1785 in Clerf, Luxemburg; † 27. August 1870 in Siebenbrunnen, Luxemburg), die Tochter des Gaspard Buschmann, seit 1752 Gerbermeister in St. Vith und einer der Begründer der Gerberei-Industrie in den Ardennen, und der Anne-Marie Richard aus einer Gerberei-Industrie-Gründerfamilie in Clerf.

## Leben
Boch lernte das Geschäft in der Steingutfabrik seines Vaters. Er verließ das Elternhaus, um sich im Alter von 27 Jahren selbständig zu machen, kaufte 1809 den Barockbau der von Napoléon Bonaparte säkularisierten Benediktiner-Abtei St. Peter in Mettlach (Landkreis Merzig-Wadern, Saarland) und errichtete dort unter der Firmenbezeichnung Boch-Buschmann eine hochmoderne, weitestgehend mechanisierte Geschirr-Fabrikation. Eine der Bedingungen der Regierung war, dass Boch nur Steinkohle benutzen dufte, damit sollte der Absatz der Saarbrücker Kohle angekurbelt werden. Diese Bedingung war insofern bedeutend, da bis dahin keine Steingutfabrik in Europa mit Steinkohle befeuert wurde, so baute er den ersten entsprechenden Ofen.
Seine patriarchalische wohltätige Einstellung zu seinen Arbeitern veranlasste ihn, im Jahr 1819 eine Kranken-, Witwen- und Waisen-Unterstützungskasse einzurichten, der noch eine Spar- und Darlehnskasse folgte. Er richtete ein „Arbeiter-Casino“ und einen „Leseverein“ zur geistigen und moralischen Entwicklung seiner Mitarbeiter ein.
Das Unternehmen entwickelte sich hervorragend und so erhielt die Firma 1822 in Berlin die einzige Goldmedaille, die für Steingut auf der ersten preußischen Ausstellung vergeben wurde. Dort lernte er den Geheimrat Peter Beuth kennen und begleitete diesen auf einer Reise nach England, um die dortigen Produktionsmethoden zu studieren, dort sah er eine neue Art Drehscheiben, die er nach Europa importierte.
Um im europäischen Markt gegen die englische Steingut-Industrie bestehen zu können, schlossen 1836 die beiden Konkurrenten Jean-François Boch in Mettlach und Nicolas Villeroy in Wallerfangen bei Saarlouis ihre Werke zu einem neuen Unternehmen Villeroy & Boch zusammen. Das nun vergrößerte Unternehmen expandierte nach Frankreich (Aufkauf der Firma Utzschneider und Fabry in Saargemünd), Belgien (Gründung von Keramis bei La Caurière) und innerhalb Deutschlands nach Dresden.
Nachdem seine Söhne in Mettlach in die Firmenleitung aufgenommen worden waren, zog sich Boch in das väterliche Unternehmen nach Septfontaines zurück, das er bis zu seinem Tod im Jahr 1858 führte. Dort entwickelte er einen völlig neuen Industriezweig mit der Herstellung der später so genannten Mettlacher Platten (Bodenfliesen).
Als Nachfolger von Jean Jacques Madeleine Willmar war er vom 3. Januar 1849 bis zum 30. Mai 1849 Mitglied der Frankfurter Nationalversammlung. Er war fraktionslos, stimmte aber mit dem Rechten Zentrum und wählte Friedrich Wilhelm IV. mit zum Kaiser der Deutschen. Wie auch die beiden anderen Luxemburger Abgeordneten sprach er sich unter gewissen Bedingungen für einen Anschluss an ein deutsches Reich unter preußischer Führung aus.

## Namensgebung
Im Oktober 2017 benannte der Kreistag des Landkreises Merzig-Wadern mit Zustimmung des saarländischen Bildungsministeriums das Berufsbildungszentrum Merzig in Jean-François-Boch-Schule um.